# Episodi de La squadra del tempo (prima stagione)
La prima stagione della serie animata La squadra del tempo, composta da 13 episodi, è stata trasmessa negli Stati Uniti, da Cartoon Network, dall'8 giugno al 26 ottobre 2001.
In Italia è stata trasmessa su Cartoon Network dal 9 febbraio al 23 marzo 2002.
| nº  | Titolo originale                      | Titolo italiano                          | Prima TV USA      | Prima TV Italia  |
| --- | ------------------------------------- | ---------------------------------------- | ----------------- | ---------------- |
| 1a  | Eli Whitney's Flesh-Eating Mistake    | Eli Whitney e la macchina distruttrice   | 8 giugno 2001     | 9 febbraio 2002  |
| 1b  | Never Look a Trojan in the Gift Horse | A caval di Troia non si guarda in faccia | 8 giugno 2001     | 9 febbraio 2002  |
| 2a  | Napoleon the Conquered                | Napoleone il conquistato                 | 15 giugno 2001    | 10 febbraio 2002 |
| 2b  | Confucius Say... Way Too Much         |                                          | 15 giugno 2001    | 10 febbraio 2002 |
| 3a  | The Island of Dr. Freud               | L'isola del Dr. Freud                    | 22 giugno 2001    | 16 febbraio 2002 |
| 3b  | Daddio DaVinci                        | Leonardo, torna in te                    | 22 giugno 2001    | 16 febbraio 2002 |
| 4a  | Big Al's Big Secret                   | Il grande segreto del grande Al          | 29 giugno 2001    | 17 febbraio 2002 |
| 4b  | Larry Upgrade                         | La riqualificazione di Larry             | 29 giugno 2001    | 17 febbraio 2002 |
| 5a  | Dishonest Abe                         | Abramo il disonesto                      | 6 luglio 2001     | 23 febbraio 2002 |
| 5b  | Blackbeard, Warm Heart                | Barbanera, cuore caldo                   | 6 luglio 2001     | 23 febbraio 2002 |
| 6a  | To Hail with Caesar                   | Ave Cesare                               | 13 luglio 2001    | 24 febbraio 2002 |
| 6b  | Robin 'n Stealin' with Mr. Hood       | Furti e rapine con Mr. Hood              | 13 luglio 2001    | 24 febbraio 2002 |
| 7a  | If It's Wright It's Wrong             | Il volo dei fratelli Wright              | 20 luglio 2001    | 2 marzo 2002     |
| 7b  | Recruitment Ad                        |                                          | 20 luglio 2001    | 2 marzo 2002     |
| 7c  | Killing Time                          | Ammazzando il tempo                      | 20 luglio 2001    | 2 marzo 2002     |
| 8a  | Ludwig van Bone-Crusher               | Ludwig von Spaccaossa                    | 14 settembre 2001 | 3 marzo 2002     |
| 8b  | Tea Time for Time Squad               | Tempo di tè per la squadra del tempo     | 14 settembre 2001 | 3 marzo 2002     |
| 9a  | Every Poe Has a Silver Lining         | La vita non è tutta Poe e fiori          | 31 agosto 2001    | 9 marzo 2002     |
| 9b  | Betsy Ross Flies Her Freak Flag       |                                          | 31 agosto 2001    | 9 marzo 2002     |
| 10a | The Prime Minister Has No Clothes     | Il primo ministro è nudo                 | 5 ottobre 2001    | 10 marzo 2002    |
| 10b | Nutorius                              | Nutorius                                 | 5 ottobre 2001    | 10 marzo 2002    |
| 11a | Kubla Khan't                          | Khan che abbaia...                       | 12 ottobre 2001   | 16 marzo 2002    |
| 11b | Lewis and Clark and Larry             | Lewis, Clark e Larry                     | 12 ottobre 2001   | 16 marzo 2002    |
| 12a | Ivan the Untrainable                  | Ivan l'inarrestabile                     | 19 ottobre 2001   | 17 marzo 2002    |
| 12b | Where the Buffalo Bill Roams          |                                          | 19 ottobre 2001   | 17 marzo 2002    |
| 13a | Houdini Whodunnit!?                   | Houdini, dove sei?                       | 26 ottobre 2001   | 23 marzo 2002    |
| 13b | Feud for Thought                      | Cibo per la mente                        | 26 ottobre 2001   | 23 marzo 2002    |